# Episodi di Blue Water High (prima stagione)
La prima stagione della serie televisiva Blue Water High è stata trasmessa in Australia dall'11 maggio al 2 novembre 2005.
In Italia la stagione è andata in onda sul canale Sky Nickelodeon dal 1 aprile 2006. È successivamente in chiaro su Italia 1 dal 5 giugno all'8 luglio 2006.
| nº | Titolo originale           | Titolo italiano         | Prima TV USA      | Prima TV Italia |
| -- | -------------------------- | ----------------------- | ----------------- | --------------- |
| 1  | The Contenders             | Sulla cresta dell'onda  | 11 maggio 2005    | 5 giugno 2006   |
| 2  | Winners and Losers         | Sfida senza paura       | 18 maggio 2005    |                 |
| 3  | Trouble in Paradise        | Primo giorno di scuola  | 25 maggio 2005    |                 |
| 4  | Fly Takes a Dive           | La raccolta di fondi    | 1º giugno 2005    |                 |
| 5  | Anna Loses Her Way         | Kitesurf che passione   | 8 giugno 2005     |                 |
| 6  | Edge Wipes Out             | Sull'onda del pericolo  | 15 giugno 2005    |                 |
| 7  | Friends in Need            | Un favore tra amici     | 22 giugno 2005    |                 |
| 8  | Brothers and Sisters       | Furto nella notte       | 29 giugno 2005    |                 |
| 9  | Sharks in the Mind         | Lo squalo               | 5 luglio 2005     |                 |
| 10 | Timing Is Everything       | Carpe Diem              | 12 luglio 2005    |                 |
| 11 | Out of Control             | Tutti pazzi per Laurel  | 19 luglio 2005    |                 |
| 12 | Dreams and Dramas          | Il primo bacio          | 26 luglio 2005    |                 |
| 13 | A Life on the Line         | Ritratto perfetto       | 2 agosto 2005     |                 |
| 14 | Bad Boy Heath              | Orgoglio e pregiudizio  | 9 agosto 2005     |                 |
| 15 | Joker's Wild               | Tattica vincente        | 16 agosto 2005    |                 |
| 16 | It's Hard to Be Normal     | Il nuovo sponsor        | 23 agosto 2005    |                 |
| 17 | Perri Lies Low             | Il cugino di Matt       | 30 agosto 2005    |                 |
| 18 | Winning Isn't Everything   | Sensi di colpa          | 6 settembre 2005  |                 |
| 19 | Right Dance, Wrong Partner | Sete di Jet Ski!        | 13 settembre 2005 |                 |
| 20 | Big Wave Fears             | Paura della grande onda | 20 settembre 2005 |                 |
| 21 | The Kiss                   | Sogni e incubi          | 27 settembre 2005 |                 |
| 22 | Behind the Scenes          | Operazione backstage    | 4 ottobre 2005    |                 |
| 23 | Tough Choices              | La gara di Kitesurf     | 11 ottobre 2005   |                 |
| 24 | The Band Plays On          | Formiamo una band       | 18 ottobre 2005   |                 |
| 25 | Suspicious Minds           | Voglia di vincere       | 25 ottobre 2005   |                 |
| 26 | And the Winner Is...       | La finale               | 2 novembre 2005   | 8 luglio 2006   |

## Sfida senza paura
- Titolo originale: Winners and Losers
- Diretto da:
- Scritto da:

### Trama
Joe e Anna decidono di fare una competizione per vedere chi meriterebbe maggiormente il posto nell'Accademia. Bec decide di rendere equa la competizione dando alcuni consigli ad Anna poiché la ragazza non è pratica di quelle acqua, ma Joe vede il gesto compiuto dalla sorella come un tradimento.
- Guest star: Matt Ruddock (Joe Sanderson), Liz Burch (Jilly)

## Primo giorno di scuola
- Titolo originale: Trouble in Paradise
- Diretto da:
- Scritto da:

### Trama
Il primo giorno di scuola per i ragazzi della Surf Academy è un disastro e saranno costretti a decidere fra il contratto con la Solar Blue e un anno d'inferno a scuola. Matt corre il rischio di perdere il suo contratto quando salta un importante evento di surf in una competizione scolastica, ma darà una buona ragione per restare.
- Guest star: Liz Burch (Jilly), Lochie Daddo (Andrew), Don Halbert (Mr. Savin), Matt Ruddock (Joe Sanderson), Angus Stone (Jarvey), Sean McFerran (Giudice), Kayla Brandt (Blair), Barry Langrishe (Mr. Exeter), Vanessa Steele (Ms. Lane),

## La raccolta di fondi
- Titolo originale: Fly Takes a Dive
- Diretto da:
- Scritto da:

### Trama
Fly perde una chiamata importante dalla la sua famiglia e comincia a sentire nostalgia del proprio paese. Quando scopre che sua sorella è in ospedale, Anna le presta il suo cellulare. Accidentalmente non termina una chiamata correttamente e spende moltissimi soldi, decide così di lavorare part-time al lavaggio macchine per poter ripagare Anna dei soldi usati. Deb dice al gruppo che devono svolgere dei servizi per la comunità.
- Guest star: Liz Burch (Jilly), Luke Henderson (Posteggiatore), Ryan Kuper (Ben), Noel Hodda (George), Rel Hunt (Casey)

## Kitesurf che passione
- Titolo originale: Anna Loses Her Way
- Diretto da:
- Scritto da:

### Trama
Gli allenamenti di surf di Anna non vanno bene così la ragazza prenota un biglietto aereo per tornare in Germania. Heath trova i file di Deb su ogni componente del gruppo contenenti i commenti dei giudici e Perri trova qualcosa nel file di Anna che potrebbe convincere la ragazza a non tornare in Germania.
- Guest star: Liz Burch (Jilly), Chanelle Johnson (Quin), Justin Vassalo (Jesse), Emma Davey (Agente di viaggio)

## Sull'onda del pericolo
- Titolo originale: Edge Wipes Out
- Diretto da:
- Scritto da:

### Trama
Edge e Matt competono e Matt vince la competizione. Con l'intento di incoraggiare la squadra della Solar Blue al lavoro di gruppo, Simmo organizza per tutti di ridipingere la sala ricreazione. Edge e Anna saltano il lavoro da "imbianchino" e stipulano un accordo: Edge insegnerà alla ragazza alcune mosse nel surf e in cambio Anna gli mostrerà come praticare il kite-board. Bec comincia a ingelosirsi di Anna perché sta passando troppo tempo con Edge. Nel frattempo, agli altri ragazzi non piace il colore che Simmo ha scelto per la sala ricreazione e decidono di cambiarlo. Perri usa così la sua bellezza per ottenere alcune bombolette spray da diversi negozi. Mentre tornano a casa però vengono fermati da un ufficiale di polizia che li accusa di aver disegnato alcuni graffiti e li costringe a ripulirli. Mentre Edge pratica Kite-board, le cose non vanno per il verso giusto e Bec è costretta a intervenire e salvarlo. Ma mentre la ragazza sta cercando di salvare Edge, i due si perdono nell'oceano e non sanno dove si trovano.
- Guest star: Chris Pitman (Poliziotto), Jon Kiely (Panel Beater), Sean McFerran (Annunciatore)

## Un favore tra amici
- Titolo originale: Friends in Need
- Diretto da:
- Scritto da:

### Trama
Invece di creare di proprio pugno un compito assegnato, Heath pensa che sarebbe più facile copiare quello di Matt. Matt si arrabbia quando l'insegnante annuncia che lui e Heath hanno preso un voto negativo poiché uno ha copiato dall'altro. Heath crea così un progetto riguardo a razze locali rare di pesci che sembra interessare molti a Matt
- Guest star: Liz Burch (Jilly), Don Halbert (Mr. Savin) , Barry Langrishe (Mr. Exeter), Kain O'Keefe (Ryan)

## Furto nella notte
- Titolo originale:  Brothers and Sisters
- Diretto da:
- Scritto da:

Joe ruba le tavole da surf della squadra e Bec lo coglie in flagrante. La squadra cerca di convincere Bec a chiamara la polizia, ma la ragazza ha paura che ciò possa incrinare i suoi rapporti con il fratello.
- Guest star: Liz Burch (Jilly), Matt Ruddock (Joe Sanderson) , Connor Van Vuuren (Josh), Steve Jory (Nathan), Luke Cleary (Mick), Ryan Kuper (Ben), Tina Bursill (Katrina), Lindsay Farris (Cal)

## Lo squalo
- Titolo originale: Shark in the Mind
- Diretto da:
- Scritto da:

### Trama
Tutti hanno paura di entrare in acqua perché è stato avvistato uno squalo. Matt rimane scioccato quando arriva suo padre che sembra avere progetti ben precisi per il futuro del figlio.
- Guest star: Matthew Bolton (Cliente), James Belfrage (Intervistatore), Rel Hunt (Casey), Amanda Robinson (Intervistatrice), Brian Meegan (Ewan Leyland)

## Carpe Diem
- Titolo originale: Timing is Everything
- Diretto da:
- Scritto da:

### Trama
Perri è devastata perché i suoi genitori le hanno bloccato il suo oggetto più prezioso, la carta di credito. La ragazza pensa di lasciare l'Accademia dopo aver ricevuto un'offerta da uno sponsor per un contratto come modella. Ma Perri rinuncia al contratto all'ultimo minuto.
- Guest star: Suzie Steen (Madre di Perri), Andrew McFarlane (Warren), Raelee Hill (Lucy), Lara Cox (Erica)

## Tutti pazzi per Laurel
- Titolo originale: Out of Control
- Diretto da:
- Scritto da:

### Trama
Quando a scuola arriva una nuova attraente ragazza, Matt ed Edge si scontrano poiché entrambi la vogliono per sé. Per provare alla ragazza il loro coraggio, si sfidano in acrobazie in acqua finché il fratello minore di Bec, Ben, si ferisce.
- Guest star: Matt Ruddock (Joe Sanderson), Liz Burch (Jilly) , Jinka Heagher (Studentessa), Sean McFerran (Giudice), Jessica Whitehall (Insegnante di recitazione), Angus Stone (Jarvey), Francesca Schmutz (Leah), Kayla Brandt (Amber), Ryan Kuper (Ben), Juliette Harkness (Laurel)

## Ritratto perfetto
- Titolo originale: A Life on the Line
- Diretto da:
- Scritto da:

### Trama
Qualcuno sulla spiaggia è in pericolo e Perri corre in suo soccorso. La ragazza è devastata e letteralmente scioccata quando scopre che il ragazzo è un drogato che aveva messo a rischio le loro vite per ottenere attenzione. Intanto Simmo comunica ai ragazzi che devono creare dei disegni sulle tavole da mettere all'asta, in seguito Edge scopre che Bec ha fatto il suo ritratto e perché non si imbarazzi Edge e Bec fanno scambio di tavola.
- Guest star: Liz Burch (Jilly) , Juliette Harkness (Laurel), Nicholas Mercer (Morgan), Juliette Harkness (Laurel), Rel Hunt (Casey)

## Orgoglio e pregiudizio
- Titolo originale: Bad Boy Heath
- Diretto da:
- Scritto da:

### Trama
All'uscita della scuola Heath incontra una ragazza, Jane, che lo invita a casa sua per vedere il film "Orgoglio e Pregiudizio". Fly lo scopre arrabbiandosi con lui per averle mentito. Intanto Deb organizza una competizione di surf dove ognuno deve giudicare gli altri e che sarà tenuta presente nel giudizio finale. Il gruppo decide che tutti dovranno dare lo stesso voto o comunque non essere troppo bassi. Tutti rispettano l'accordo fino al turno di Heath, che si esibisce in un'esibizione orribile.Presi dal loro piano gli viene assegnato lo stesso punteggio degli altri, tranne da Fly capendo che si può fingere solo ad un certo punto e gli assegna 2
- Guest star: Liz Burch (Jilly) , Chrissie Rose (Jane), Justin Martin (Bree)

## Tattica vincente
- Titolo originale: Joker's Wild
- Diretto da:
- Scritto da:

### Trama
Le ragazze partecipano ad una competizione regionale e Fly è molto nervosa. Simmo le spiega che se vuole vincere deve essere più competitiva e le dà qualche consiglio. Arrivata alla finale Heath e Matt le consigliano una nuova strategia, che inizialmente sembrerà non mettere in atto.
- Guest star: Liz Burch (Jilly) , Jessica Smith II (Stacey), Nick Gulliver (Annunciatore), Sean Kennedy (Reporter), Liz Cantor (Corin)

## Il nuovo sponsor
- Titolo originale: It's Hard to Be Normal
- Diretto da:
- Scritto da:

### Trama
Tutti stanno preparando un video per vincere il concorso per nuove tavole da surf, eccetto Anna. La ragazza ha un appuntamento con Joe e si dimentica di tornare per tempo per fare il video. Essendo in ritardo, le chance di tutti i ragazzi della squadra di vincere il concorso per nuove tavole da surf diminuiscono.
- Guest star: Daniel Friedl (Ragazzo tedesco), Anya Seyfert (Greta), Matt Ruddock (Joe Sanderson), Nathalie Roy (Claudia), Anh Do (Robbo)

## Il cugino di Matt
- Titolo originale: Perri Lies Low
- Diretto da:
- Scritto da:

### Trama
Tutti scoprono che Perri soffre di diabete quando la ragazza entra in coma. La Solar Blue lo scopre e non sono più sicuri di voler sponsorizzare un surfista affetto da diabete. La Solar Blue accetta di permettere a Perri di rimanere grazie alla campagna di Matt organizzata per la ragazza.
- Guest star: Liz Burch (Jilly), Lynn Watson (Infermiera), John Gregg (Dottore), Abe Forsythe (Alec), Imogen Annesley (Karen Moss)

## Sensi di colpa
- Titolo originale: Winning Isn't Everything
- Diretto da:
- Scritto da:

### Trama
Durante una competizione Matt cade dalla bici ed Edge pur di vincere non si ferma ad aiutarlo. Per dare a Edge una lezione, Heath fa sì che il ragazzo si perda nel Parco Nazionale.
- Guest star: Liz Burch (Jilly) , Jamie Glasscock (Soccorritore)

## Sete di Jet-Sky!
- Titolo originale: Right Dance, Wrong Partner
- Diretto da:
- Scritto da:

### Trama
Edge pensa che Bec lo accompagnerà al ballo scolastico, così ci rimane male quando scopre che la ragazza ha invitato Heath a farle da partner. Prima del ballo, Edge decide di prendere in prestito il jet-sky di Heath senza chiedere il permesso al ragazzo. Accidentalmente Edge danneggia il jet-sky e quando Heath lo scopre tra i due comincia un "conflitto".
- Guest star: Andrew James (DJ), Matt Ruddock (Joe Sanderson)

## Paura della grande onda
- Titolo originale: Big Wave Fears
- Diretto da:
- Scritto da:

Bec è stata invitata ad una competizione con le grandi onde ma la ragazza è spaventata dall'enormità di esse. Quando il resto della squadra viene a sapere dell'invito, tutti cominciano a pensare che la ragazza sia stata invitata poiché conosce gli organizzatori dell'evento. Perri, Fly e Hanna la trattano con freddezza poiché non sono state scelte loro. Successivamente Bec litiga con Edge che le rivela il vero motivo per cui le amiche la evitano.
Ferita, Bec va a fare surf, ma per una piccola distrazione, cade e va in stato comatoso. Il giorno dopo si risveglia ed Edge le rivela i suoi veri sentimenti anche se per l'incidente, la ragazza non potrà partecipare alla competizione.
- Guest star: Liz Burch (Jilly), Matt Ruddock (Joe Sanderson) , Vanessa Steele (Ms. Lane)

## Sogni e incubi
- Titolo originale: The Kiss
- Diretto da:
- Scritto da:

### Trama
Quando Perri trova un senzatetto nella rimessa, si mette a urlare e a correre. Così perde il suo anello nel capanno ed Edge si offre volontario per aiutarla a ritrovarlo. Durante le ricerche, Perri bacia Edge. Heath e Fly dicono a tutti di prendere le loro cose poiché andranno a Garret Beach. Una volta lì, Matt scopre che Perri ha baciato Edge, prende il gommone e li lascia sulla spiaggia. Il resto del gruppo rimane così bloccato in un luogo sconosciuto. Anna telefona a Simmo chiedendogli di venire a prenderli. Ogni cosa alla fine si risolve e torna alla normalità.
- Guest star: Kim Sanders (Senzatetto)

## Operazione backstage
- Titolo originale: Behind the Scenes
- Diretto da:
- Scritto da:

### Trama
Un editore chiede a Heath di scattare foto delle coppie dei ragazzi della Solar Blue durante momenti privati. Deb e Simmo sono preoccupati per il loro impegno scarso e fanno di tutto per fargli dimenticare le loro "avventure romantiche", così organizzano allenamenti extra. Fly scopre l'intento di Heath e gli fa capire che non può usare i suoi amici.
- Guest star: Liz Burch (Jilly), Matt Ruddock (Joe Sanderson), Scott McGregor (Harvey)

## La gara di Kitesurf
- Titolo originale: Tough Choices
- Diretto da:
- Scritto da:

### Trama
Heath chiede ad Anna di accompagnarlo ad una competizione di kitesurf. La ragazza accetta e vince la competizione. Ma quando Deb e Simmo lo scoprono, decidono che Anna deve prendere una decisione: divertirsi con la squadra di kitesurf o rimanere alla Blue Water High. I due allenatori concedono ad Anna un po' di tempo per rifletterci ma alla fine la ragazza decide di rimanere all'Accademia.
- Guest star: Liz Burch (Jilly), Matt Ruddock (Joe Sanderson), Cecily Polson (Nonna di Heath), Sunny Boy Keily (Sunny), Sarah Willissee (Giornalista), Michael Balk (Fotografo), Nick Druce (Commentatore)

## Formiamo una band
- Titolo originale: The Band Plays On
- Diretto da:
- Scritto da:

### Trama
Simmo è arrabbiato perché l'altra scuola di surf ospita per la seconda volta consecutiva la competizione locale di surf. Bec chiede a suo fratello di proporre a loro padre, il coach dell'altra scuola, se l'Accademia della Solar Blue potrebbe ospitare la competizione. Il padre della ragazza accetta e lascia che l'Accademia organizzi la competizione. La scuola è d'accordo a pagare per ogni cosa eccetto che per una band. I ragazzi decidono così di coalizzarsi anche con l'altra scuola per formare una band e organizzare la più bella festa mai organizzata.
- Guest star: Matt Ruddock (Joe Sanderson), Jeff Galea (Direttore), Simon Westaway (Mr. Sanderson), Nick Gulliver (Annunciatore), Angus Stone (Jarvey)

## Voglia di vincere
- Titolo originale: Suspicious Minds
- Diretto da:
- Scritto da:

### Trama
Simmo toglie alcuni punti a Heath per il risultato dei dieci esami di fine anno scolastico; ciò potrebbe compromettere la partecipazione del ragazzo alla competizione finale della Solar Blue. Il gruppo si sente male per Heath così lo aiuta a ottenere i punti necessari.
- Guest star: Lochie Daddo (Andrew), Liz Burch (Jilly), Lynn Watson (Infermiera), Jessica Smith (Stacey), Matt Ruddock (Joe Sanderson)

## La finale
- Titolo originale: And the Winner Is...
- Diretto da:
- Scritto da:

### Trama
La competizione finale dell'Accademia viene posticipata a causa di un ciclone che si è abbattuto sulla spiaggia. Tutti surfano in modo brillante ma i vincitori sono solo due: Fly ed Edge. Bec ed Edge pensano che tutti debbano varcare la porta verso il mondo insieme poiché quella è l'ultima volta che la squadra della Solar Blue sarà unita.
- Guest star: Matt Ruddock (Joe Sanderson), Don Halbert (Mr. Savin), Liz Burch (Jilly), Lochie Daddo (Andrew), Ryan Kuper (Ben), David McCormack (Membro della band)